# Alexander Wieczerzak
Alexander Wieczerzak (* 22. března 1991 Frankfurt nad Mohanem, Německo) je německý zápasník–judista polského původu.

## Sportovní kariéra
S judem začal v 7 letech pod vedením Lutza Befußa. Později prošel kluby JC Rüsselsheim a JC Wiesbaden, kde se připravoval pod různými trenéry. Jeho osobním trenérem v juniorech byl Brazilec Sergio Olivera. V německé seniorské reprezentaci se pohybuje od roku 2011 v polostřední váze do 81 kg. V roce 2012 byl ve své váze třetí vzadu za Ole Bischofem a Svenem Mareschem a na olympijské hry v Londýně se nekvalifikoval. V olympijském roce 2016 ho v lednu po turnaji v Havaně postihly zdravotní komplikace. Pozdější mu byla diagnostikována horečka dengue. V březnu se vrátil na tatami a nezískal dostatečný počet bodů pro kvalifikaci na olympijské hry v Riu.
Alexander Wieczerzak je levoruký judista, jeho osobní technikou je seoi-nage, kterou doplňuje výborným bojem na boje a submisivními technikami škrcení a páčení.

## Výsledky
| Olympijské hry     |     | — |   |    |   | —   |     |     |     | —   |    |  |  |  |  |  |  |  |  |  |  |  |  |  |  |  |  |
| Mistrovství světa  | —   |   | — | —  | — |     | úč. | —   | úč. |     | 1. |  |  |  |  |  |  |  |  |  |  |  |  |  |  |  |  |
| Evropské hry       |     |   |   |    |   |     |     |     | 3.  |     |    |  |  |  |  |  |  |  |  |  |  |  |  |  |  |  |  |
| Mistrovství Evropy | —   | — | — | —  | — | 5.  | —   | úč. | 3.  | úč. | —  |  |  |  |  |  |  |  |  |  |  |  |  |  |  |  |  |
| ME do 23 let       | —   | — | — | —  | — | úč. | —   |     |     |     |    |  |  |  |  |  |  |  |  |  |  |  |  |  |  |  |  |
| MS juniorů         | —   | — | — | 1. |   |     |     |     |     |     |    |  |  |  |  |  |  |  |  |  |  |  |  |  |  |  |  |
| ME dorostenců      | úč. |   |   |    |   |     |     |     |     |     |    |  |  |  |  |  |  |  |  |  |  |  |  |  |  |  |  |